# Aleksandr Kopiatkiewicz
Aleksandr Antonowicz Kopiatkiewicz (ros. Алекса́ндр Анто́нович Копятке́вич, ur. 1886 w Pietrozawodsku, zm. 1960) – rosyjski rewolucjonista, radziecki polityk, zarządzający sprawami KC RKP(b) (1921).
Studiował na Uniwersytecie Petersburskim, 1905 wstąpił do SDPRR, bolszewik, jeden z organizatorów grupy SDPRR(b) w Pietrozawodsku. Aresztowany, w listopadzie 1908 skazany na zesłanie, później zwolniony, służył w rosyjskiej armii. Po rewolucji lutowej członek żołnierskiej sekcji Rady Piotrogrodzkiej, od września 1917 członek komitetu wykonawczego tej rady, delegat na I i II Zjazd Rad, podczas rewolucji październikowej aktywny uczestnik bolszewickiego zamachu stanu w Piotrogrodzie. Do maja 1919 pracował w komitecie wykonawczym rady piotrogrodzkiej, później był pomocnikiem szefa wydziału politycznego Frontu Południowego. Od września 1919 zastępca przewodniczącego Dońskiego Obwodowego Komitetu Wykonawczego, w 1921 był zarządzającym sprawami KC RKP(b).